# Marsopstraße 8b (München)

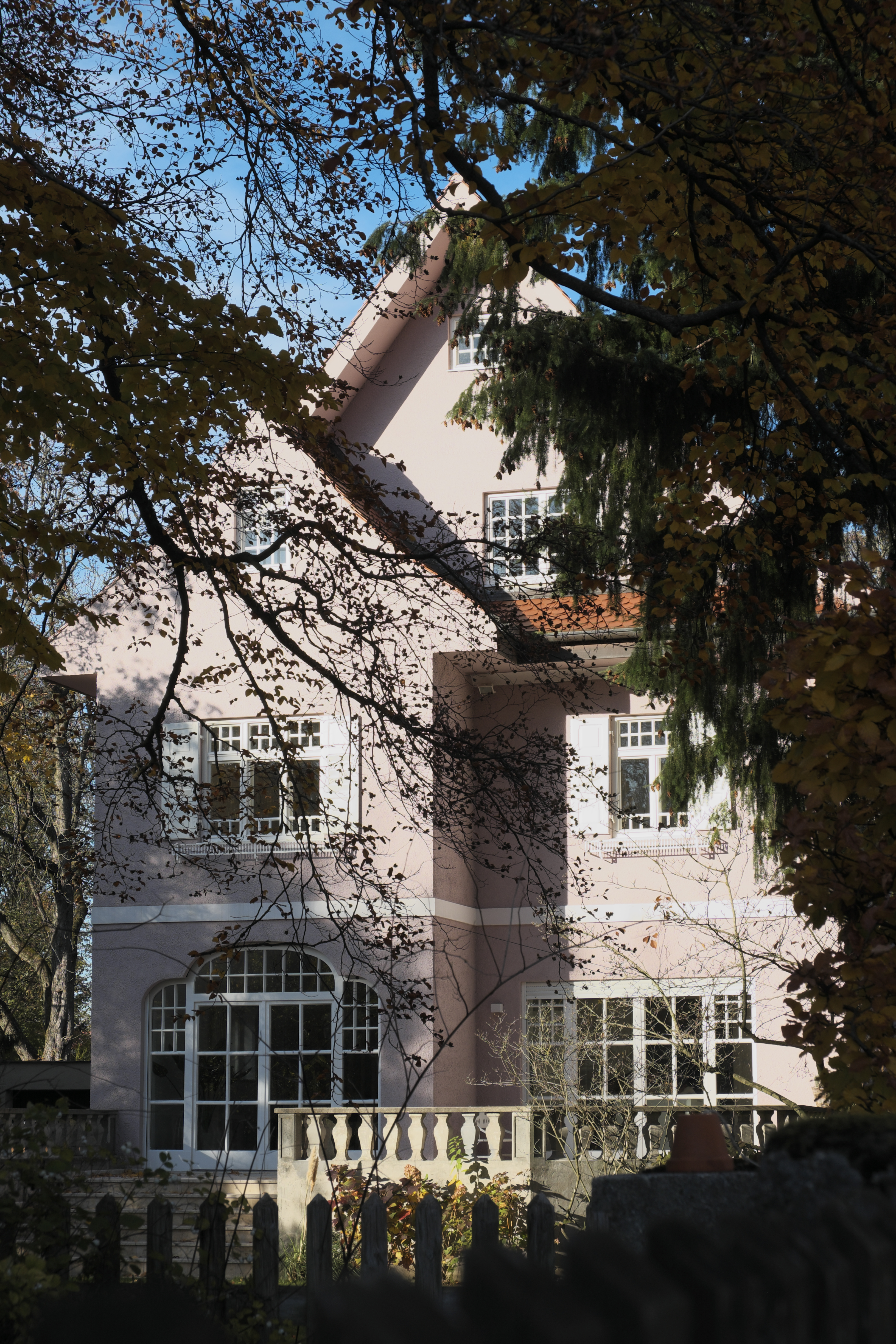
Villa Marsopstraße 8b im Stadtteil Obermenzing von München

Das Gebäude Marsopstraße 8b im Stadtteil Obermenzing der bayerischen Landeshauptstadt München wurde 1907 errichtet. Die Villa in Ecklage, die zur zweiten Phase der Bebauung der Villenkolonie Pasing I gehört, ist ein geschütztes Baudenkmal.
Der zweigeschossige Satteldachbau mit Klebdach, Putzfassade mit Anbau und Stuckdekor wurde im reformierten Jugendstil von Ulrich Merk für August Exter errichtet.
Der 1975 renovierte und geringfügig veränderte Bau wendet der Straße eine symmetrische Steilgiebelfront zu. Auf der Gartenseite ist eine Terrasse vorhanden.